# 岡山県道358号鷺巣溝口線
岡山県道358号鷺巣溝口線（おかやまけんどう358ごう さぎすみぞぐちせん）は、岡山県美作市を通る一般県道である。

## 概要
美作市鷺巣から美作市鯰（なまず）に至る。

### 路線データ
- 起点：美作市鷺巣（岡山県道・兵庫県道161号市場佐用線交点）
- 終点：美作市鯰（岡山県道5号作東大原線交点）
- 総延長：4.2 km

## 歴史
- 1960年（昭和35年）3月18日 - 岡山県告示第335号により認定される。
- 1972年（昭和47年） - 岡山県の県道番号再編により現行の路線番号に変更される。
- 2005年（平成17年）3月31日 - 英田郡に属する町村（西粟倉村を除く）と勝田郡勝田町が対等合併して美作市が発足したことに伴い起終点の地名表記が変更される。

## 地理

### 通過する自治体
- 美作市

### 交差する道路
| 交差する道路                      | 交差する場所 | 交差する場所 |
| --------------------------------- | ------------ | ------------ |
| 岡山県道・兵庫県道161号市場佐用線 | 鷺巣         | 起点         |
| 岡山県道479号瀬戸宗掛線           | 瀬戸         |              |
| 岡山県道5号作東大原線             | 鯰（なまず） | 終点         |

### 沿線
- 日本原カンツリー倶楽部
- 吉野川